# 三源浦站
三源浦站，位于中华人民共和国吉林省通化市柳河县三源浦镇东明村，是梅集铁路上的火车站，建于1937年，由沈阳局集团管辖。

## 歷史
- 建于1937年。

## 車站周邊
- 通化三源浦机场
- 柳明佳园
- 金源馨城
- 浦城佳园
- 三源浦镇政府
- 三源浦镇小学
- 三源浦镇第二小学
- 柳河三中

## 外部連結
- 中国铁路客户服务中心 （页面存档备份，存于）